# Błękitny Skarabeusz

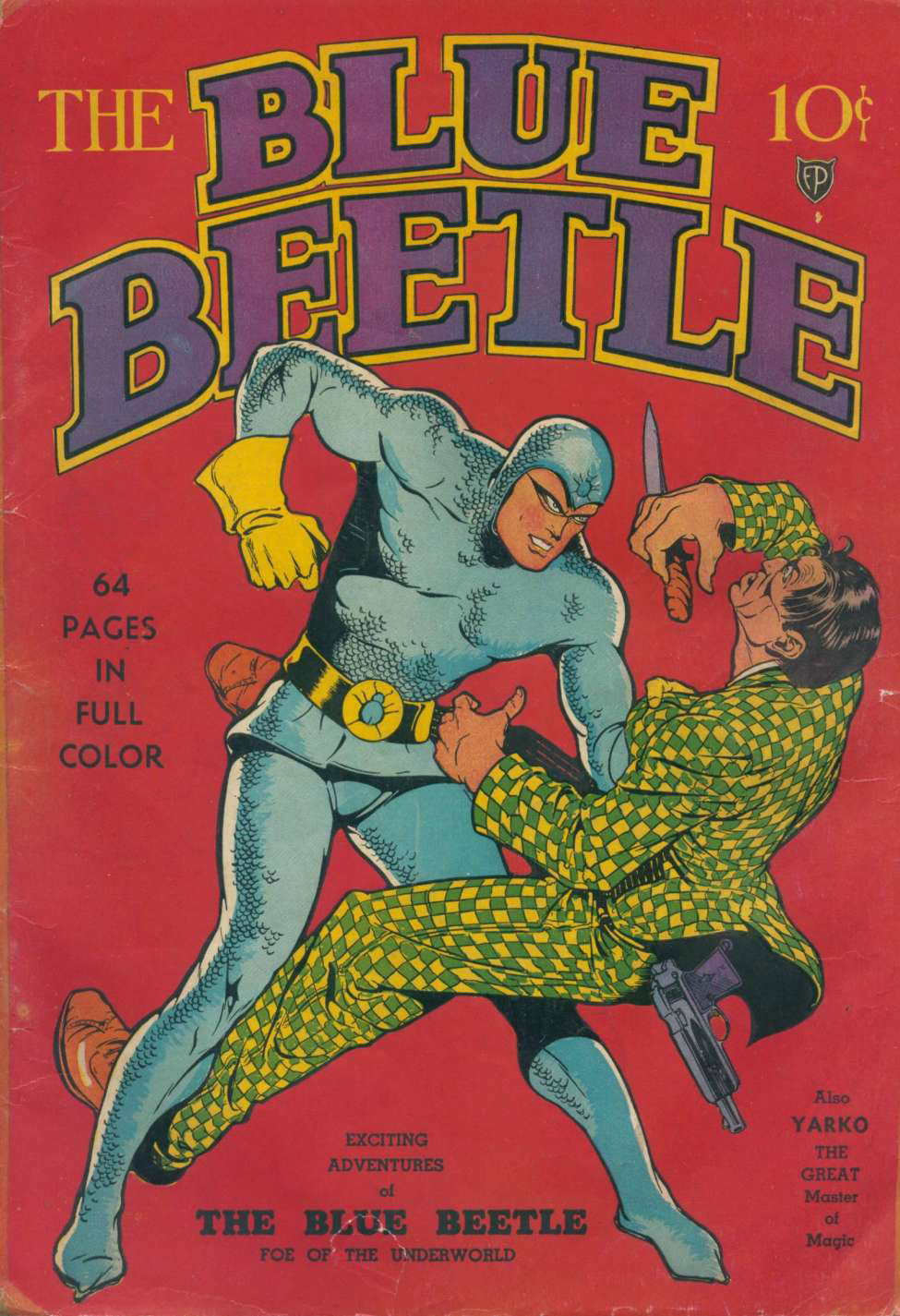
Scena z walki w której widoczny jest Błękitny Skarabeusz.

Błękitny Skarabeusz (ang. Blue Beetle) – przydomek trzech postaci fikcyjnych, superbohaterów, znanych z serii komiksów DC Comics. Wymiennie do określenia Błękitny Skarabeusz stosowano pseudonim Żuk. W postać wcieliły się trzy osoby: Garret Dan (później nazywany Dan Garret), Ted Kord oraz Jaime Reyes. Postać Błękitnego Skarabeusza została stworzona przez Charlesa Nicholasa Wojtkoskiego.

## Postaci wcielające się w rolę superbohatera

### Dan Garret
Oryginalnym Błękitnym Skarabeuszem był Dan Garret, syn oficera policyjnego zabitego przez kryminalistę. Jego debiut miał miejsce w Mystery Men Comics # 1 (sierpień 1939). Na początku serii postać nie posiadała nadzwyczajnych mocy.

### Ted Kord
Drugim Żukiem był Ted Kord - były uczeń Garreta, doskonały wynalazca i dobry atleta. Jego wujek, Jarvis Kord, badał skarabeusza - płytkę, która po przyklejeniu do pleców posiadacza rozrastała się po całym ciele, tworząc pancerz skarabeusza. Jednak ani Jarvis, ani Ted nie mogli zrozumieć działania pancerza. Jarvis ukradł płytkę, więc Ted i Batman ruszyli aby go odzyskać. W wyniku bitwy między Jarvisem a Tedem, bohater zginął, poświęcając życie.

### Jaime Reyes
Jaime był nastoletnim mieszkańcem El Paso. Jego matka pracowała w szpitalu i opiekowała się młodszą siostrą Jaimego, Milagro. Ojciec zwykle spędzał wolny czas w garażu. Kiedy Jaime wracał wieczorem do domu, w Star Labs nastąpił wybuch, przez co chłopak został nowym nosicielem Skarabeusza. Był członkiem Ligi Młodych i Teen Titans. Jego przyjacielem był Tye Longshadow.

## Telewizja
- Blue Beetle pojawił się w odcinkach serialu Batman: Odważni i bezwzględni:

1. Powrót Błękitnego Skarabeusza
2. Upadek Błękitnego Skarabeusza
3. Batman w przebraniu (jako Scarlet Scarab)
4. Ostateczny koniec Owlmana
5. Inwazja tajemniczych mikołajów
6. Fatum Equinoxa
7. Noc Huntress
8. Zemsta rasy Reach
9. Aquaman na wakacjach
10. Starro w natarciu cz. 1 oraz cz. 2
11. Bojownicy o wolność
12. Darkseid nadchodzi

- Blue Beetle pojawił się w 10. sezonie Smallville razem z Boosterem Goldem. Autorem odcinka z ich udziałem jest Geoff Johns, znany autor komiksów[1].
- Superbohater pojawia się także w kreskówce Liga Młodych: Inwazja. Występuje w niej m.in. wątek inwazji obcej rasy Siengan (ang. Reach) na Ziemię.